# دراکولا
دراکولا (انگلیسی: Dracula) رمانی نوشتهٔ برام استوکر، نویسندهٔ ایرلندی است که در سال ۱۸۹۷ منتشر شد. این رمانِ نامه‌نگارانه به کمک مجموعه‌ای از نامه‌ها، خاطرات روزانه و مقاله‌های نشریه‌ها روایت می‌شود. این رمان شخصیت اصلی ندارد اما داستان با جاناتان هارکر آغاز می‌شود که برای سفری کاری قرار است در قلعهٔ کنت دراکولا، یکی از نجیب‌زاده‌های ترانسیلوانی ساکن شود. هارکر پس از فهمیدن این موضوع که دراکولا یک خون‌آشام است، موفق می‌شود از قلعه فرار کند. سپس، کنت به انگلستان نقل‌مکان و شهر ساحلی ویتبی را گرفتار می‌کند. گروه کوچکی به سرپرستی آبراهام ون هلسینگ دراکولا را شکار می‌کنند و در نهایت، او را می‌کشند.
بخش زیادی از دراکولا در دههٔ ۱۸۹۰ نوشته شده است. استوکر بیش از صد صفحه یادداشت برای این رمان تهیه کرد که به‌طور گسترده‌ای دربارهٔ فرهنگ عامه و تاریخ ترانسیلوانی بود. برخی از دانشوران معتقدند که شخصیت دراکولا براساس نمونه‌های تاریخی همچون ولاد سوم، شاهزادهٔ والاچیایی یا کنتس الیزابت باتوری خلق شده است اما اتفاق‌نظری در این مورد وجود ندارد. استوکر در یادداشت‌هایش به این دو شخصیت اشاره‌ای نمی‌کند. او نام دراکولا را هنگام تعطیلات در کتابخانهٔ عمومی ویتبی یافت و با این تصور که در رومانیایی به‌معنای شیطان است، آن را برگزید.
دراکولا پس از انتشار با استقبال خوب نقادان مواجه شد و آن‌ها به استفادهٔ مؤثر از عنصر ترس در این رمان اشاره کردند. در مقابل، برخی از نقادان عقیده داشتند که رمان بیش از حد ترسناک است. برخی از نقادان و دانشوران این اثر را با سایر آثار ادبیات گوتیک مقایسه کردند و به بیان شباهت ساختاری آن با زن سفیدپوش، نوشتهٔ ویلکی کالینز پرداختند. در قرن گذشته، دراکولا به‌عنوان یکی از آثار داستانی گوتیک در نظر گرفته‌اند. دانشوران امروزی این رمان را از نظر موقعیت تاریخی بررسی و درمورد تلقی آن از نقش‌های جنسیتی، جنسیت و نژاد بحث می‌کنند.
دراکولا یکی از مشهورترین آثار ادبیات انگلیسی است. بسیاری از شخصیت‌های این کتاب به‌عنوان نسخه‌های کهن‌الگویی از شخصیت‌های خود وارد فرهنگ عامه شده‌اند. برای نمونه، کنت دراکولا به‌عنوان خون‌آشام اصلی و آبراهام ون هلسینگ به‌عنوان شکارچی خون‌آشام معرفی می‌شوند. این رمان که در مالکیت عمومی است، بیش از سی بار برای ساخت فیلم اقتباس شده است و شخصیت‌های آن تقریباً در تمامی گونه‌های رسانه‌ای حضور یافته‌اند.

## پیشینه

### دربارهٔ نویسنده

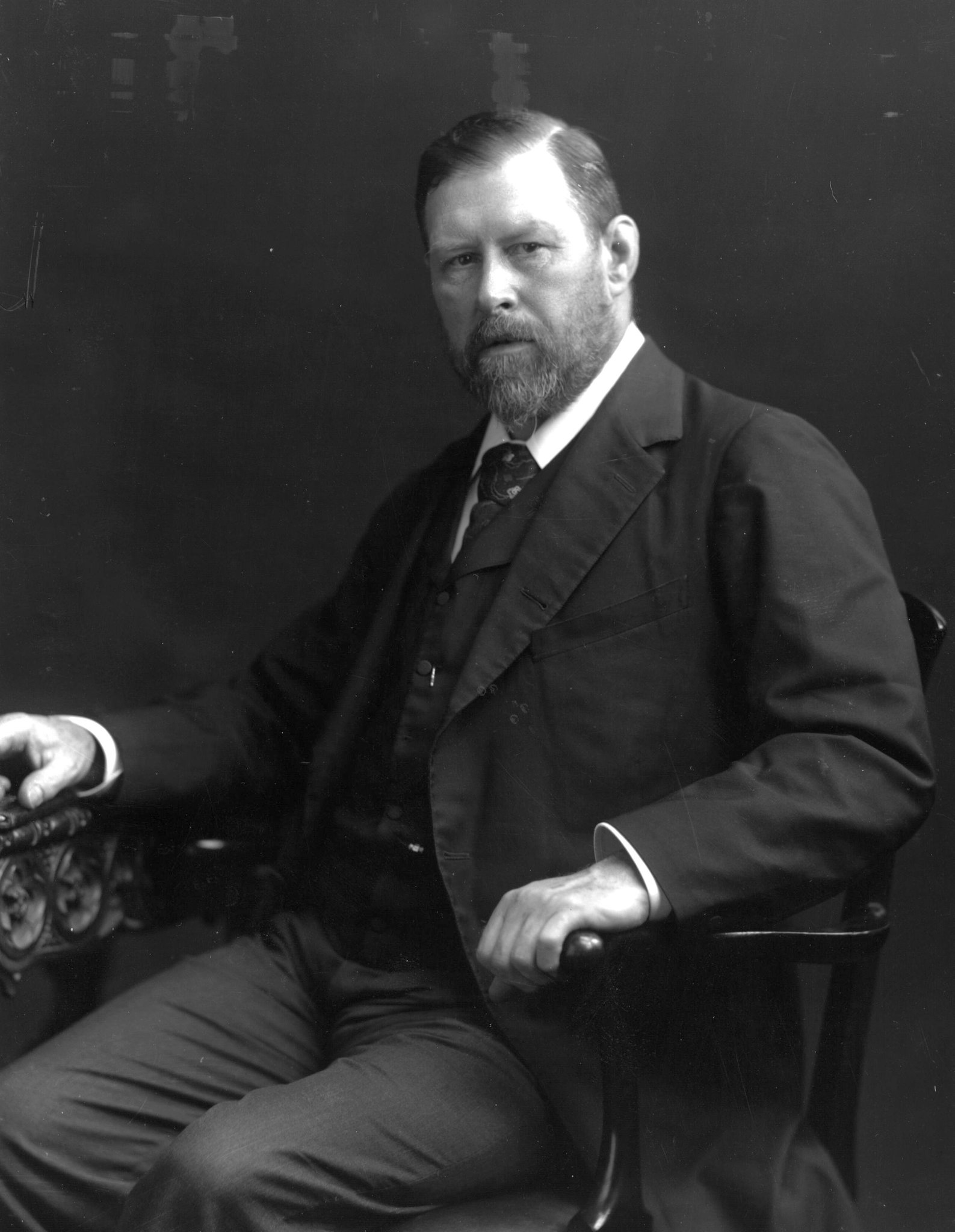
برام استوکر، c. سال ۱۹۰۶

آبراهام «برام» استوکر در ۸ نوامبر ۱۸۴۷ در کلونتارفِ دوبلین به دنیا آمد. او فرزند سوم یک خانواده با هفت فرزند بود. استوکر به علت بیماری، تا هفت سالگی نمی‌توانست راه برود یا بایستد. به همین خاطر، در خانه درس می‌خواند و بعدها به یک مدرسهٔ خصوصی روزانه رفت. در دههٔ ۱۸۶۰، در کالج ترینیتی دوبلین و در رشتهٔ ریاضیات تحصیل کرد. استوکر به‌مدت ده سال به‌عنوان کارمند دولتی در قلعهٔ دوبلین کار کرد. در همین دوره، نقدهایی نیز برای دابلین ایونینگ میل می‌نوشت. یکی از نقدهایی که بر بازیگری هنری ایروینگ نوشت، سبب آشنایی او با این بازیگر تئاتر شد و دوستی نزدیک میان این دو به وجود آمد. استوکر تمایل داشت تا در حوزهٔ ادبیات فعالیت کند. رمان کوتاه جادهٔ پامچال، نخستین اثر منثور وی در سال ۱۸۷۵ در نشریهٔ شمراک منتشر شد. کتاب وظایف منشی در نشست‌های جنبی در ایرلند اثر دیگری از استوکر است که بر اساس تجربیات خود به‌عنوان کارمند دولتی نوشت و در سال ۱۸۷۹ انتشار یافت.
ایروینگ در سال ۱۸۷۸ مدیریت بازرگانی تئاتر لایسیوم را به استوکر پیشنهاد داد که وی پذیرفت. استوکر در همان سال با فلورانس بالکوم ازدواج کرد. لیزا هاپکینز، زندگی‌نامه‌نویس، اشاره می‌کند که نقش وی در لایسیوم مستلزم اجتماعی بودن استوکر بود و او را به نخبگان لندنِ دوران ویکتوریا معرفی کرد. با این وجود، استوکر خود را فردی گوشه‌گیر توصیف می‌کرد که به‌شدت مراقب افکارش بود. استوکر کمبود درآمدش از تئاتر را با نوشتن رمان‌های عاشقانه و هیجانی جبران می‌کرد و تا زمان مرگ در سال ۱۹۱۲، هجده کتاب را به چاپ رساند. با این حال، استوکر در زمان زندگی‌اش، بیشتر به فعالیت‌هایش در تئاتر شناخته می‌شد تا ادبیات. دراکولا هفتمین کتاب منتشرشدهٔ استوکر، پس از شانهٔ شاستا (۱۸۹۵) و پیش از دوشیزه بتی (۱۸۹۸) بود. دانیل فارسون، نوهٔ برادرزاده استوکر، نوشت که استوکر احتمالاً بر اثر بیماری سیفلیس درگذشته است اما این موضوع به‌طور گسترده از سوی دانشوران مورد اختلاف است. هال کین، یکی از دوستان نزدیک استوکر، آگهی ترحیمی برای او در دیلی تلگراف نوشت و اشاره کرد که استوکر — به‌جز زندگی‌نامه‌اش دربارهٔ ایروینگ — فقط «برای فروش» می‌نوشت و «هدف والاتری نداشت.»

### تأثیرپذیری

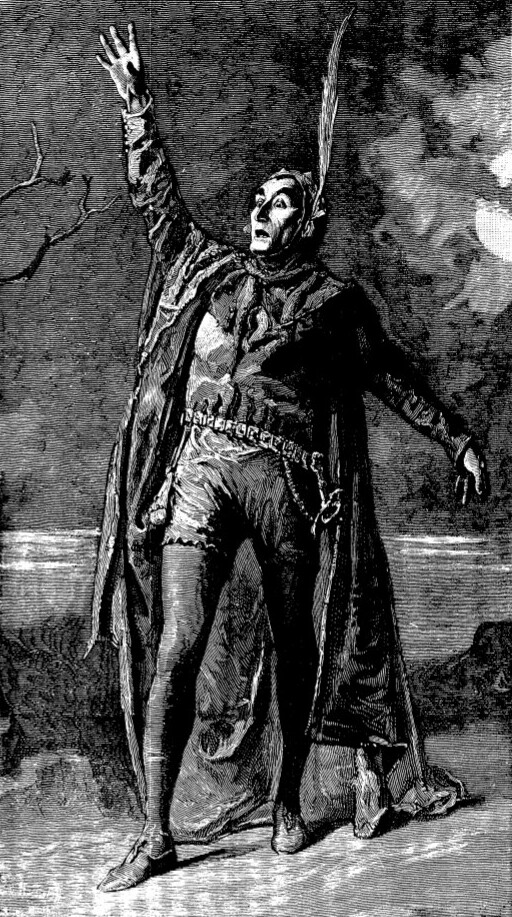
هنری ایروینگ به‌طور گسترده به‌عنوان منبع الهامی برای خلق شخصیت دراکولا در نظر گرفته می‌شود

خون‌آشام‌های افسانه‌ای (فولکلوریک)، صدها سال پیش از دراکولای استوکر وجود داشته‌اند. استوکر در خلق شخصیت خود، برخی از ویژگی‌های خون‌آشام‌های قصه‌های عامیانه را به کار برد؛ از جمله، بیزاری آنان از سیر و کشتن‌شان با میخ. با این حال، چند ویژگی را هم شخصاً ابداع کرد. برای مثال، خون‌آشام‌های رمان استوکر برای ورود به خانهٔ افراد باید دعوت شوند، روی خاک سرزمین‌شان بخوابند و تصویری از خود در آینه نداشته باشند. نور خورشید در رمان، دراکولا را نمی‌کُشد اما او را ضعیف می‌کند. استوکر در برخی موارد نیز باورهای عامیانهٔ دیگر را برای نخستین بار به خون‌آشام‌ها نسبت داد. برای نمونه، بازتاب نداشتن تصویر دراکولا در آینه ریشه از این باور قدیمی دارد که آینه‌ها روح انسان را نشان می‌دهند. بعضی از دانشوران اهل ایرلند قصه‌های عامیانهٔ ایرلندی را منبع الهام این رمان می‌دانند که می‌توان به شبح آبارتچ که از مرگ بازگشته و برایان بارو، پادشاه ارشد ایرلند در قرن یازدهم اشاره کرد. الیزابت میلر، پژوهشگر دراکولا، اشاره می‌کند که استوکر در کودکی با داستان‌های ماوراءطبیعی و روایت‌های شفاهی ایرلندی که دربارهٔ زنده‌به‌گور کردن و بدن‌های میخ‌کوب‌شده بودند، آشنا شده بود.
کنت دراکولا، الگوهای ادبی نیز داشته است. خون‌آشام (۱۸۱۹) اثر جان ویلیام پولیدوری خون‌آشامی اشرافی را به تصویر می‌کشد که توانایی اغواگری دارد. خون‌آشامِ هم‌جنس‌گرای کارمیلا (۱۸۷۲) نوشتهٔ شریدان له فانیو، می‌تواند مانند دراکولا که به سگ تبدیل می‌شود، به گربه تبدیل شود. دراکولا از نظر ظاهر، به شخصیت‌های منفی گوتیکِ قدیمی شباهت دارد و میلر او را با شخصیت‌های رمان ایتالیایی (۱۷۹۶) اثر آن رادکلیف و راهب (۱۷۹۶) اثر متیو گریگوری لوئیس مقایسه می‌کند.
تقریباً اتفاق‌نظر وجود دارد که استوکر در خلق شخصیت دراکولا، دست‌کم از هنری ایروینگ الهام گرفته است. دانشوران به اندامِ بلند و لاغر و بینی عقابی کنت اشاره می‌کنند و ویلیام هیوز، دانشور دراکولا، به‌ویژه به تأثیرِ بازیِ ایروینگ در نقش شایلاک در نمایش تاجر ونیزی در تئاتر لایسیوم اشاره می‌کند. هم‌عصران استوکر نیز به این شباهت اشاره کرده‌اند. استوکر اجرایی از ایروینگ را ستایش کرد و آن را «تصویری شگرف از یک مردهٔ زنده‌نمای ساختگی [با چشمانی مانند] اخگرهای سرخِ فروزان از چهره‌ای مرمرین» توصیف کرده بود. لوئیس اس. وارن می‌نویسد که دراکولا بر اساس «ترس و خصومتی بنا شده بود که کارفرمایش در او برمی‌انگیخت.» میلر با این نظر مخالف است و نظر استوکر نسبت به او را «ستایشی چاپلوسانه» توصیف می‌کند.

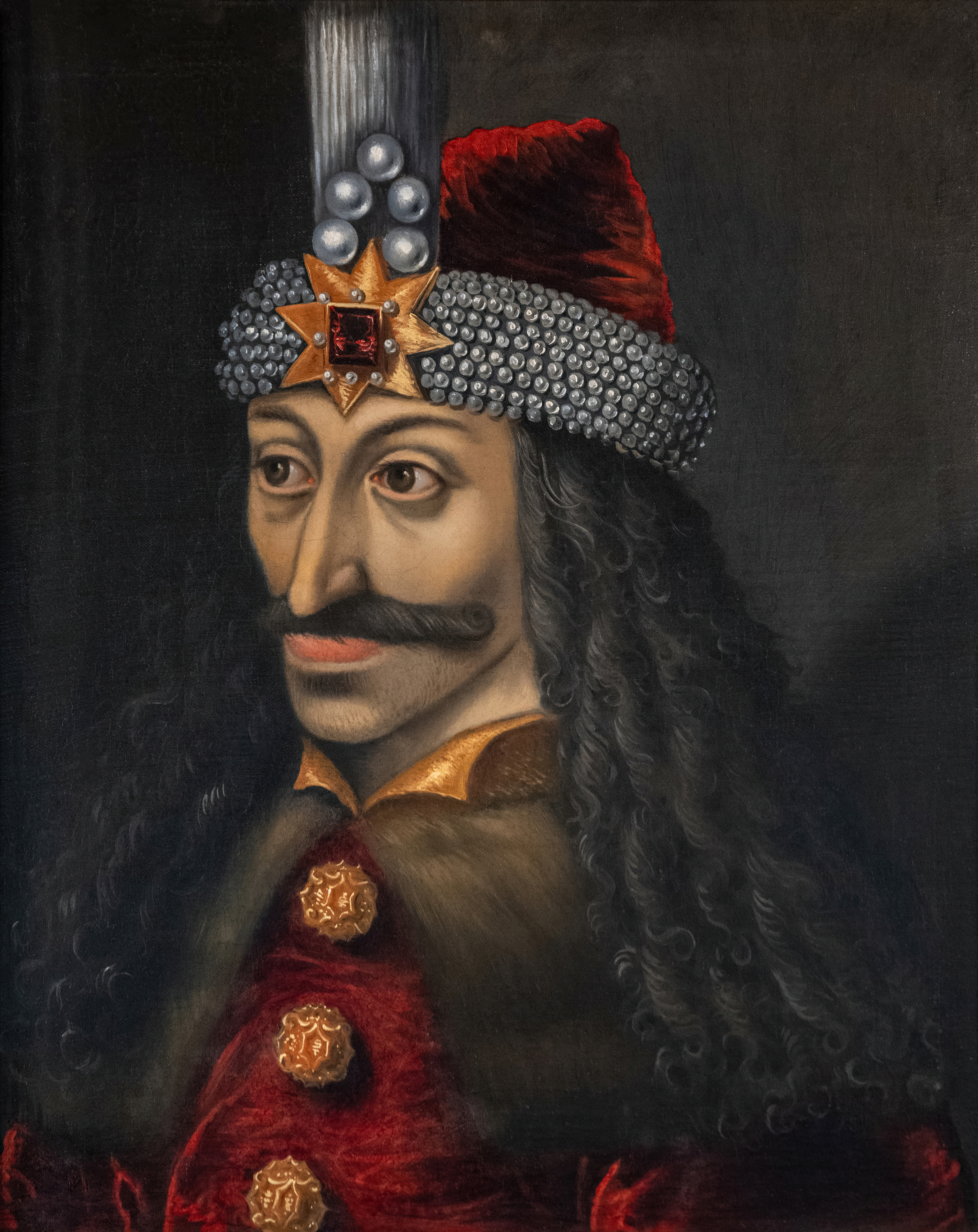
ولاد سوم که بیشتر با نام ولاد به میخ‌کشنده شناخته می‌شود

شخصیت‌های بسیاری به‌عنوان الهام‌بخش کنت دراکولا پیشنهاد شده‌اند اما اتفاق‌نظری در این مورد وجود ندارد. هری لودلام در زندگی‌نامه‌اش از استوکر در سال ۱۹۶۲ گفت که آرمین وامبری، استاد دانشگاه بوداپست اطلاعاتی را درمورد ولاد دراکولا که معمولاً با نام ولاد به میخ‌کِشنده شناخته می‌شود، در اختیار استوکر قرار داد. ریموند تی. مک‌نالی و رادو فلورسکو این ایده را در کتاب در جست‌وجوی دراکولا که در سال ۱۹۷۲ منتشر شد، رواج دادند. بنجامین اچ. لی‌بلانک می‌نویسد که در رمان از وامبری به‌عنوان «آرمینیوس، از دانشگاه بوداپست» یاد می‌شود که با ولاد سوم تاریخی آشنا و از دوستان آبراهام ون هلسینگ است اما در تحقیقات مک‌نالی و فلورسکو چیزی درمورد «ولاد، دراکولا یا خون‌آشام‌ها» در مقاله‌های منتشرشدهٔ وامبری و همچنین در یادداشت‌های استوکر دربارهٔ ملاقات‌هایش با وی پیدا نشد. الیزابت میلر، دانشور دانشگاهی و دراکولا، پیوند ولاد سوم را «ضعیف» می‌نامد که نشان می‌دهد استوکر حجم زیادی از «جزئیات بی‌اهمیت» را در تحقیقات خود گنجانده است و به شیوهٔ پرسش بلاغی می‌پرسد که چرا ظلم ولاد سوم بدنام را حذف می‌کند.
دراکولا یک زن بود (۱۹۸۳) نوشتهٔ ریموند مک‌نالی نمونهٔ تاریخی دیگری را به‌عنوان الهام‌بخش این شخصیت معرفی می‌کند: الیزابت باتوری. کتاب گرگینه‌ها، کتابی که استوکر از آن برای تحقیق استفاده کرد، اطلاعاتی درمورد باتوری دارد اما وی از بخش کوتاهی که مختص باتوری بود، یادداشت‌برداری نکرد. در نسخهٔ رونوشت عینی یادداشت‌های اصلی استوکر برای کتاب، میلر و نویسندهٔ همکارش، رابرت ایتین بیسانگ در پانویس اظهار می‌کنند مدرکی وجود ندارد که استوکر از باتوری الهام گرفته باشد.

## خلاصه داستان
جاناتان هارکر، وکیل تازه‌کار انگلیسی، به قلعهٔ کنت دراکولا در کوه‌های کارپات می‌رود تا به کنت در خرید یک خانه در نزدیکی لندن کمک کند. هارکر به اخطار کنت توجهی نمی‌کند و شب‌هنگام در قلعه پرسه می‌زند و با سه زن خون‌آشام روبرو می‌شود. دراکولا هارکر را نجات می‌دهد و یک بچهٔ کوچک را که در کیسه‌ای بسته شده، به آن زنان می‌دهد. شش هفته بعد، دراکولا قلعه را ترک می‌کند و هارکر را رها می‌کند تا به دست آن زنان بیفتد. هارکر فرار می‌کند و در حالی که هذیان می‌گوید، سر از بیمارستانی در بوداپست درمی‌آورد. دراکولا با کشتی‌ای به نام دِمِتِر که جعبه‌های خاک از قلعه‌اش را حمل می‌کند، به سمت انگلستان می‌رود. ناخدای کشتی در دفتر گزارش رخدادها، داستان ناپدید شدن خدمه را بازگو می‌کند تا اینکه فقط خودش باقی می‌ماند که به سکان بسته شده تا کشتی را در مسیر نگه دارد. زمانی که کشتی در ویتبی به گل می‌نشیند، حیوانی شبیه به سگی بزرگ دیده می‌شود که به ساحل می‌پرد.
در نامهٔ لوسی وستنرا به صمیمی‌ترین دوستش، مینا موری، نامزدِ جاناتان هارکر، از خواستگاری‌های دکتر جان سوارد، کوئینسی موریس و آرتور هُلموود از خود سخن به میان می‌آید. لوسی پیشنهاد هلموود را می‌پذیرد، اما همگی دوست باقی می‌مانند. مینا در تعطیلات در ویتبی به لوسی ملحق می‌شود. لوسی شروع به راه‌رفتن در خواب می‌کند. پس از آنکه کشتی دراکولا در ویتبی لنگر می‌اندازد، او لوسی را تعقیب می‌کند. مینا نامه‌ای دربارهٔ بیماری نامزدِ گمشده‌اش دریافت می‌کند و برای پرستاری از او به بوداپست می‌رود. حالِ لوسی وخیم‌تر می‌شود. معلم قدیمی سوارد، پروفسور آبراهام ون هلسینگ، به ماهیت بیماری لوسی پی می‌برد اما از افشای آن امتناع می‌کند. او بیماری لوسی را کم‌خونیِ حاد تشخیص می‌دهد. ون هلسینگ گل‌های سیر را در اطراف اتاق او قرار می‌دهد و گردنبندی از سیر برایش درست می‌کند. مادر لوسی، بی‌خبر از آنکه سیر دافع خون‌آشام‌هاست، گل‌های سیر را برمی‌دارد. در غیاب سوارد و ون هلسینگ، لوسی و مادرش از یک گرگ وحشت‌زده می‌شوند و خانم وستنرا بر اثر سکتهٔ قلبی می‌میرد؛ لوسی نیز اندکی بعد از دنیا می‌رود. پس از تدفین او، روزنامه‌ها گزارش می‌دهند که کودکان در شب توسط یک «بانوی زیبا و خون‌آلود» (بانوی زیبا) تعقیب می‌شوند و ون هلسینگ استنباط می‌کند که آن شخص لوسی است. سوارد، موریس، آرتور و ون هلسینگ به مقبره‌اش می‌روند و می‌بینند که او به یک خون‌آشام تبدیل شده است. آن‌ها قلبش را میخ‌کوب می‌کنند، سرش را از تن جدا می‌کنند و دهانش را با سیر پر می‌کنند. جاناتان هارکر و همسرش مینا بازمی‌گردند و به کارزارِ نبرد با دراکولا می‌پیوندند.
همگی در تیمارستان سوارد می‌مانند، چون مردها تصمیم گرفته‌اند دراکولا را شکار کنند. ون هلسینگ بالأخره می‌گوید که خون‌آشام‌ها فقط می‌توانند روی خاک سرزمین خودشان آرام بگیرند. دراکولا با رنفیلد، بیماری که در تیمارستان سوارد بستری است، ارتباط برقرار می‌کند. رنفیلد یک مرد دیوانه است که حشرات موذی می‌خورد تا نیروی زندگی‌شان را جذب کند. زمانی که دراکولا می‌فهمد که گروهی علیه او نقشه کشیده‌اند، از رنفیلد استفاده می‌کند تا وارد تیمارستان شود. او سه بار مخفیانه به مینا حمله می‌کند و هر بار از خونش می‌نوشد. در آخرین حمله، مینا را مجبور می‌کند که از خون خودش بخورد. مینا نفرین شده که بعد از مرگ به خون‌آشام تبدیل شود، مگر اینکه دراکولا کشته شود. مردها می‌فهمند که دراکولا جعبه‌های خاکش را در جاهای مختلف لندن پخش کرده است. گروه نمی‌تواند دراکولا را در خانه‌اش در پیکدیلی به دام بیندازد و متوجه می‌شوند که دراکولا با آخرین جعبه‌اش به قلعه‌اش در ترانسیلوانی فرار می‌کند. ون هلسینگ با هیپنوتیزم، از ارتباط روانی ضعیف مینا با دراکولا استفاده می‌کند تا جای او را پیدا کنند. آن‌ها به‌دنبال مینا راه می‌افتند تا دراکولا را تعقیب کنند.
شکارچیان در گالاتسی از هم جدا می‌شوند. ون هلسینگ و مینا به قلعهٔ دراکولا می‌روند؛ جایی که پروفسور، زنان خون‌آشام را نابود می‌کند. هارکر و هلموود با قایق در رودخانه به دنبال کشتی دراکولا می‌روند، در حالی که موریس و سوارد از خشکی آن‌ها را تعقیب می‌کنند. صندوق دراکولا توسط مردان کولی بر روی یک واگن بارگیری می‌شود. شکارچیان به کولی‌ها حمله می‌کنند و آن‌ها را فراری می‌دهند. هارکر سر دراکولا را از تن جدا می‌کند و در همان لحظه کوئینسی خنجری به قلبش فرومی‌کند. دراکولا پودر شده و از بین می‌رود و مینا از نفرین خون‌آشامی رها می‌شود. کوئینسی در نبرد با کولی‌ها به شدت زخمی شده است. او در حالی که آرامش دارد و می‌داند مینا نجات یافته، جان می‌دهد. یادداشتی از جاناتان هارکر که هفت سال بعد نوشته شده است، نشان می‌دهد که خانوادهٔ هارکر پسری دارند که نامش را کوئینسی گذاشته‌اند.

## نگارش و انتشار

### نگارش

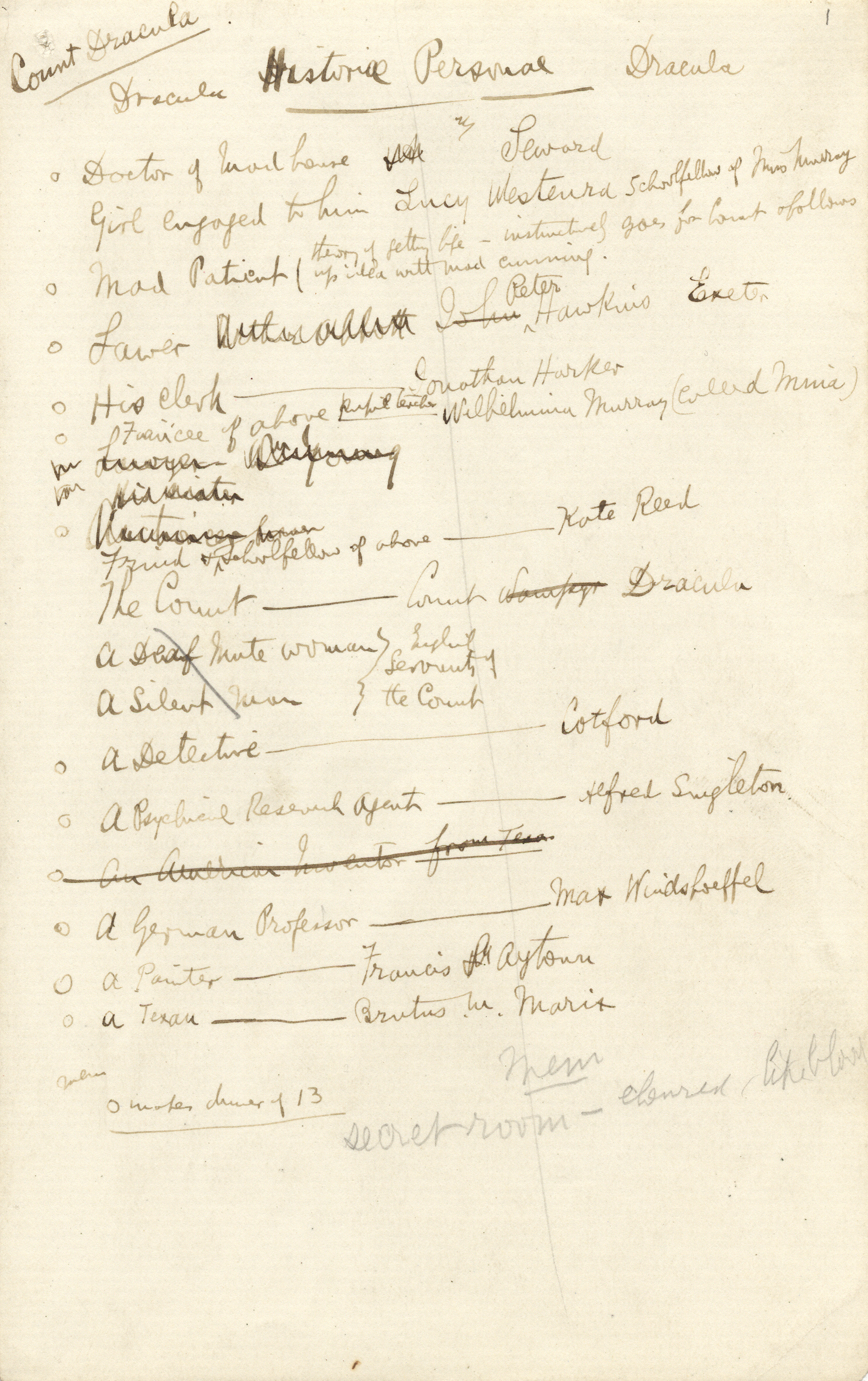
یادداشت‌های دست‌نویس استوکر دربارهٔ شخصیت‌های رمان

استوکر پیش از نوشتن این رمان، تحقیقات گسترده‌ای انجام داد و بیش از صد صفحه یادداشت، شامل خلاصهٔ فصل‌ها و طرح کلی داستان را گردآوری کرد. وی بخشی از پژوهش‌های خود را در تابستان ۱۸۹۰ در کتابخانه‌ای در ویتبی انجام داد اما بخش اعظمی از آن در کتابخانهٔ لندن صورت پذیرفت. قدیمی‌ترین یادداشت‌های تاریخ‌دار استوکر به ۸ مارس ۱۸۹۰ بازمی‌گردد که طرح کلی از آغاز رمان را ارائه می‌دهد. جوزف اس. بیرمن اشاره می‌کند که این طرح اولیه «تنها در جزئیاتی اندک» با رمان نهایی تفاوت دارد. در این یادداشت‌ها، نامی برای کنت و هارکر مشخص نشده است. همچنین واژهٔ خون‌آشام به صراحت به کار نرفته است اما خشم مالکانهٔ کنت نسبت به هارکر و زنی که تلاش می‌کند «نه بر لبان، بلکه بر گلویش بوسه زند» را به تصویر می‌کشد. در فوریهٔ ۱۸۹۲، استوکر طرح کلی ۲۷ فصل از رمان را نوشت. به‌گفتهٔ الیزابت میلر در این زمان «تمامی قطعات پازل در جای خود قرار داشتند.»
استوکر اشاره کرد که نگارش این رمان حدود سه سال به طول انجامید و به احتمال بسیار، بخش بزرگی از نسخهٔ دست‌نویس آن را در تعطیلات تابستانی خود در کرودن بی اسکاتلند، بین سال‌های ۱۸۹۳ تا ۱۸۹۶ نوشته است. به‌طور کلی، استوکر در اوقات فراغتش به نوشتن می‌پرداخت و طولانی بودن زمان نگارش این رمان نشان‌دهندهٔ اهمیتی است که برای کارش — به‌عنوان دستیار ایروینگ — قائل بود.
یادداشت‌های استوکر نکات بسیاری را درمورد نسخه‌های اولیهٔ رمان روشن می‌سازد. به‌گفتهٔ بیرمن، استوکر همواره قصد داشت رمانی نامه‌نگارانه بنویسد اما در آغاز تمایل داشت داستان را به‌جای ترانسیلوانی، در اشتایر روایت کند. وی از ابتدا در نظر داشت خون‌آشام رمان یک کنت باشد، حتی پیش از آنکه نام دراکولا را برای او انتخاب کند. استوکر نام دراکولا را از کتاب تاریخ والاچیا و مولداوی (۱۸۲۰)، نوشتهٔ ویلیام ویلکینسون اقتباس کرد که احتمالاً در تعطیلات سال ۱۸۹۰ در کتابخانهٔ عمومی ویتبی آن را یافته بود. استوکر این پاورقی را از آن کتاب رونویسی کرد: «دراکولا به معنای شیطان است. والاچیایی‌ها در گذشته این نام را به‌عنوان نام‌خانوادگی به افرادی که به واسطهٔ شجاعت، اعمال ظالمانه یا حیله‌گری به شهرت می‌رسیدند، اطلاق می‌کردند.»
از دیگر مفاهیم مندرج در یادداشت‌های استوکر می‌توان به رویارویی یک پروفسور آلمانی به نام ماکس ویندشوفل با «کنت ومپایر از اشتایر» اشاره کرد. همچنین در این یادداشت‌ها مقرر شده بود که یکی از شکارچیان خون‌آشام توسط گرگینه‌ای کشته شود. احتمالاً استوکر در نظر داشت دراکولا داستانی کارآگاهی باشد که کارآگاه کاتفورد و فراروان‌شناسی به نام سینگلتون شخصیت‌های اصلی آن بودند.

### انتشار

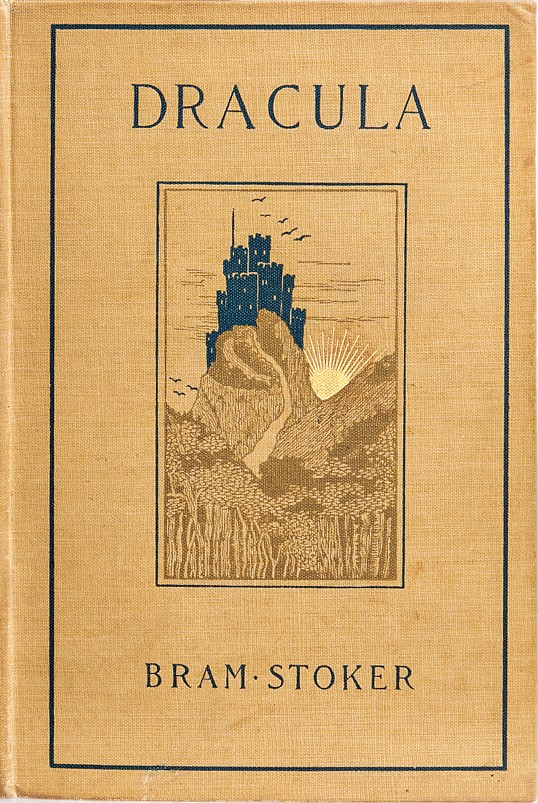
جلد نخستین چاپ نسخهٔ آمریکایی دراکولا که انتشارات دابل‌دی اند مک‌کلور در سال ۱۸۹۹ منتشر کرد

باربارا بلفورد، از نخستین زندگی‌نامه‌نویسان استوکر، اشاره کرده است که رمان به دلیل تغییر نام در لحظهٔ آخر، «نامرتب» به نظر می‌رسید. نسخهٔ چاپی و تایپ‌شدهٔ رمان که اصلاحات دست‌نویس در آن اعمال شده است، نامیرایان نام دارد. سند باقی‌مانده از قرارداد تایپ‌شدهٔ نشر کتاب در ۲۵ مهٔ ۱۸۹۷ امضا و تاریخ‌گذاری شده است. پیتر بیل از ساتبیز حدس می‌زند که امضای قرارداد یک روز پیش از انتشار رسمی، صرفاً کاری تشریفاتی بوده است. استوکر برای حفظ حقوق کپی‌رایت خود برای اقتباس‌های نمایشی، در هفتهٔ منتهی به انتشار دراکولا، برنامهٔ نمایشنامه‌خوانی از اقتباس نمایشی خود از رمان را در تئاتر لایسیوم ترتیب داد. گروه کوچکی، عمدتاً از کارکنان تئاتر، در این برنامه حضور داشتند و ایدیت کریگ ایفاگر نقش مینا بود.
انتشارات آرچیبالد کانستبل اند کمپانی دراکولا را در مهٔ ۱۸۹۷ در لندن منتشر کرد. کتاب با قیمت شش شیلینگ در جلدی زرد صحافی و عنوان آن با حروف قرمز روی جلد نوشته شده بود. دربارهٔ تاریخ دقیق انتشار دراکولا ابهاماتی وجود دارد اما احتمالاً این رمان در ۲۶ مهٔ ۱۸۹۷ منتشر شده است. استوکر در نامه‌ای به ویلیام گلدستون نوشت که رمان ۲۶ام منتشر خواهد شد. رابرت ایتین-بیسانگ معتقد است که انتشار آن می‌توانسته در هر زمانی بین مه تا ژوئن ۱۸۹۷ رخ داده باشد.
مادر استوکر، شارلوت استوکر با شوروشوق فراوان درمورد رمان سخن گفت و پیش‌بینی کرد که دراکولا برای پسرش موفقیت مالی عظیمی را به ارمغان خواهد آورد. این رمان گرچه به نقدهای خوبی دریافت کرد اما درآمد زیادی برای استوکر نداشت و تا پس از مرگش، شهرت انتقادی چندانی برای او به همراه نیاورد. استوکر برای هزار فروش نخست دراکولا هیچ حق امتیازی دریافت نکرد. پس از انتشار به‌صورت پاورقی در روزنامه‌های آمریکایی، انتشارات دابلدی اند مک‌کلور نسخهٔ ویژهٔ این کشور را در سال ۱۸۹۹ با برخی تغییرات جزئی در متن منتشر کرد. انتشارات کانستبل در سال ۱۹۰۱، نسخه‌ای ارزان‌تر از دراکولا را که جلدی کاغذی داشت، منتشر کرد اما در حال حاضر، نسخه‌های کمی از آن باقی مانده است. متن این نسخه حدود ۱۵ درصد کوتاه‌تر از نسخهٔ اصلی است اما مشخص نیست استوکر این تغییرات را اعمال کرده است یا خیر. دراکولا از زمان انتشار هرگز از چرخهٔ چاپ خارج نشده است.
در نسخه‌ای از دراکولا که در سال ۱۹۷۹ منتشر شد و ریموند تی. مک‌نالی و رادو فلورسکو آن را ویراستاری کردند، برای نخستین بار شامل «فصل گمشده‌ای» از این رمان با عنوان «میهمان دراکولا» بود. فلورانس استوکر، بیوهٔ برام، این فصل را به‌عنوان داستان کوتاه در مجموعه‌داستان میهمان دراکولا و دیگر داستان‌های عجیب (۱۹۱۴) گنجاند و دو سال پس از مرگ همسرش منتشر کرد. به‌گفتهٔ کلایو لدردیل در دیکشنری آو لیترری بیوگرافی در رابطه با «دیدگاه رایج و گسترده‌ای» که متن این فصل، «فصل اول حذف‌شدهٔ دراکولا است»، وی این نظر را رد کرده و اضافه می‌کند که این مطالب در بخش‌های دیگری از رمان آمده است.

## سبک

### ساختار نامه‌نگارانه
دراکولا یک رمان نامه‌نگارانه است. دیوید سید، نقاد ادبی، می‌نویسد در مقایسه با دیگر عناصر رمان، ساختار نامه‌نگارانهٔ آن در تحلیل‌ها مورد غفلت واقع شده است. نقادان خاطرنشان می‌کنند که تصمیم استوکر برای ساختاربندی رمان به این شیوه، احتمالاً ریشه در رواج گزارش‌های سفرنامه‌نویسی و خاطره‌نگاری قرن نوزدهم میلادی دارد. به‌ویژه روایت سفر جاناتان هارکر به ترانسیلوانی که نمونه‌ای از این دست گزارش‌ها است. سید می‌نویسد که چهار فصل ابتدایی روایت هارکر، کارکردی همچون یک «رمان گوتیک مینیاتوری‌شدهٔ تقلیدی» دارد — به‌طوری که گویی کوه‌های کارپات ترانسیلوانی را جایگزین کوه‌های آپنینی در رمان رازهای آدولفو (۱۷۹۴) اثر آن رادکلیف کرده است — و این را در سنت گوتیکِ بینامتنی جای می‌دهد.
دیوید سید استدلال می‌کند که این ساختار روایی، تنها صدای مخالفان دراکولا را به گوش می‌رساند. از نظر میلر، «روایتِ مشارکتی» بر این باور تأکید می‌کند که دراکولا تنها با تلاش همگانیِ دشمنانش شکست می‌خورد. آلیسون کیس می‌گوید از نظر سید، غیبت دراکولا با نمایشِ «گذرا و فریبنده» از فعالیت‌هایش، حس تعلیق و انتظار را در خواننده زنده می‌کند؛ درحالی‌که فرانکو مورتی، نقاد ادبی، معتقد است این ساختار، تنشِ قدرت میان خون‌آشام و شکارچیانش را روشن می‌سازد. به همین ترتیب، آلیسون کیس این ساختار را نشان‌دهندهٔ کشمکشِ قدرت میان مینا و قهرمانان مرد بر سرِ «روایت‌گریِ برتر» می‌داند. سید خاطرنشان می‌کند که نوعِ روایت داستان در رمان، ارتباط خواننده را با داستان اصلی کم می‌کند. سرگذشتِ سفر دریایی دراکولا با کشتی دِمِتر، ابتدا در دفتر گزارش ناخدای کشتی نوشته می‌شود، «به دست کنسولگری روسیه ترجمه، به قلمِ یک روزنامه‌نگار محلی بازنویسی و در نهایت به دفترخاطرات مینا الصاق می‌شود.»

### ژانر گوتیک
دراکولا اثری شاخص و برجسته در ادبیات گوتیک محسوب می‌شود و برخی نقادان آن را در دسته‌بندی گوتیک ایرلندی یا گوتیک شهری قرار می‌دهند. جان سی. تیبتس، دراکولا را نمونهٔ آغازین برای مضامین متداول در ژانر گوتیک می‌داند. تصویرسازی از پدیده‌های فراطبیعی، دغدغه‌مندی با گذشته و بازتاب دغدغه‌های نژادی، جنسیتی و هویتیِ انگلستانِ اواخر قرن نوزدهم، از جمله ویژگی‌های گوتیکِ این رمان است که به‌خوبی به‌چشم می‌خورد. کنت دراکولا به‌طور کلی نمایانگر همین تنش‌ها به‌شمار می‌رود. جک هالبرستام، نقاد فرهنگی، بیان می‌کند که او هم خصایص مردانه دارد و هم زنانه. جرولد ای. هوگل بر جذابیت او هم برای جاناتان و هم برای مینا و همچنین ظاهرش که آمیزه‌ای از ویژگی‌های غربی و شرقی است، تأکید می‌کند. از نظر میلر، ویژگی‌های ظاهری کنت در عصر استوکر، به‌نوعی ویژگی ثابتِ شخصیت‌های شرور گوتیک تلقی می‌شد و به‌طور ویژه به بینی عقابی، رنگ‌پریدگی، سبیل پُرپشت و ابروهای درهم‌رفتهٔ او به‌مثابهٔ عناصری برگرفته از شرورهای پیشین اشاره می‌کند. دراکولا با تعیین قطعی زمان وقوع داستان در عصر مدرن، از سایر داستان‌های گوتیک متمایز می‌شود؛ نکته‌ای که نقادان هم‌عصر استوکر نیز بر آن مُهرِ تأیید زده‌اند. نویسندگان این سبک به فضای اروپای شرقی تمایل داشتند، زیرا سفرنامه‌ها آنجا را سرزمینی آکنده از خرافات کهن به تصویر می‌کشیدند.

## بازخوردها
نقادان امروزی اغلب می‌نویسند که رمان دراکولا پس از انتشار، با استقبال متفاوتی از سوی نقادان روبرو شد. برای نمونه، کارول مارگارت دیویسن به بازخورد «نامتوازن» نقادان هم‌عصر استوکر اشاره می‌کند. جان ادگار براونینگ، دانشوری که تحقیقاتش بر دراکولا و خون‌آشام‌های ادبی متمرکز است، در سال ۲۰۱۲ به بررسی نقدهای اولیهٔ رمان پرداخت و به این نتیجه رسید که دراکولا «رمانی تحسین‌شده از نظر نقادان» بوده است. ریموند تی. مک‌نالی و رادو فلورسکو در کتاب در جست‌وجوی دراکولا (۱۹۷۲) به «موفقیت آنی» رمان اشاره می‌کنند. گابریل رونای می‌گوید این رمان «از سوی طرفداران و نقادان به‌عنوان نبوغ نویسندهٔ ژانر وحشت» شناخته شد و آنتونی مسترز به «جذابیت مردمی فوق‌العاده» آن اشاره می‌کند. از دههٔ ۱۹۷۰، دراکولا به‌طور قابل توجهی به موضوع موردعلاقهٔ پژوهش‌های دانشگاهی تبدیل شد. این رمان مسبب نگارش کتاب‌ها و مقالات غیرداستانی بوده است و یک مجله تخصصی داوری همتا دارد. پیچیدگی رمان، تفسیرهای متنوعی را ممکن ساخته است؛ به‌طوری که آنکا آندریسکو گارسیا به علاقهٔ پژوهشگران در زمینه‌های روان‌کاوی، پسااستعماری، طبقهٔ اجتماعی و ژانر گوتیک اشاره می‌کند.

درمورد خانم رادکلیف گفته می‌شود آن زمان که رمان‌هایش را که اکنون فراموش شده‌اند، می‌نوشت، خودش را در انزوای کامل قرار می‌داد و گوشت خام می‌خورد تا به آثارش فضایی تاریک، غمناک و وحشتناک را القا کند. اگر از خلاف آن اطمینان نداشتیم، ممکن بود درمورد روش و رژیم غذایی آقای برام استوکر، زمانی که رمان دراکولا را می‌نوشت، همین گفته شود.

دیلی میل، ۱ ژوئن ۱۸۹۷
دراکولا پس از انتشار با استقبال خوبی مواجه شد. اغلب، نقادان این رمان را با دیگر آثار نویسندگان ادبیات گوتیک مقایسه می‌کردند و معمولاً در نقد آن‌ها از رمان‌نویس ویلکی کالینز و زن سفیدپوش (۱۸۵۹) به‌دلیل شباهت در سبک و ساختار نام برده می‌شد. در نقدی که در بوکسلر به چاپ رسید، به این اشاره شد که سبک رمان دراکولا به‌گونه‌ای است که انگار کالینز آن را نوشته باشد. همچنین فردی ناشناس نقدی برای ستردی ریویو نوشت که در آن اظهار کرد دراکولا سبک آن رادکلیف را که پیشگام ادبیات گوتیک است، بهبود بخشید. نویسنده ناشناس دیگری استوکر را «ادگار آلن پوی دههٔ نود» توصیف کرد. از دیگر افرادی که مقایسه‌هایی در تأیید رمان دراکولا با دیگر رمان‌نویسان ادبیات گوتیک نوشته‌اند، می‌توان به خواهران برونته و مری شلی اشاره کرد. آرتور کانن دویل پس از خواندن دراکولا برای استوکر نامه فرستاد و نوشت: «پروفسور پیرمرد بسیار عالی است و دو دختر هم همین‌طور. از صمیم قلب به شما تبریک می‌گویم که چنین کتاب خوبی نوشته‌اید.»
بسیاری از نقادان در نخستین نقدهایشان مجذوب تلقی خاص استوکر از افسانهٔ خون‌آشام‌ها شدند. یکی از نقادان، دراکولا را بهترین داستان خون‌آشامی دانست که تا آن زمان نوشته شده بود. نقاد دیلی تلگراف خاطرنشان کرد که گرچه نویسندگان در آثار گوتیک پیشین مانند قلعهٔ اوترانتو، نوشتهٔ هورس والپول ماوراءطبیعی را از میهن خویش دور نگاه می‌داشتند اما در دراکولا این موضوع هم در سرزمین‌های دوردست، در کوه‌های کارپات رخ می‌دهد و هم در وطن، در ویتبی و همپستید هیث. نشریهٔ استرالیایی ادورتایزر این رمان را توأمان هیجانی و خانوادگی دانست. یکی از نقادان «قدرت قابل توجه» نثر استوکر را ستود و آن را امپرسیونیستی توصیف کرد. آن‌ها کمتر به بخش‌هایی که در انگلستان می‌گذرد، علاقه داشتند و دریافتند که خون‌آشام برای داستان‌های دور از میهن مناسب‌تر است. مجلهٔ بریتانیایی ونتی فیر اشاره کرد که این رمان بعضی وقت‌ها، ناخواسته خنده‌دار بود و به بیزاری دراکولا از سیر پرداخت.
در اکثر نقدها، از دراکولا به‌عنوان داستانی ترسناک یاد می‌شود. نقدی که در منچستر گاردین در سال ۱۸۹۷ منتشر شد، ظرفیت این رمان را برای سرگرمی ستود اما به این نتیجه رسید که استوکر در گنجاندن این‌همه وحشت اشتباه کرده است. به همین ترتیب، ونتی فیر عقیده داشت رمان «تحسین‌برانگیز» و جذاب است اما نمی‌توان آن را به کسانی که «قوی» نیستند، توصیه کرد. بسیاری از نشریه‌ها نثر استوکر را به‌عنوان عاملی مؤثر در حفظ وحشت رمان تحسین کردند. یکی از نقادان سان فرانسیسکو ویو این رمان را «شکستی ادبی» توصیف کرد. آن‌ها توضیح دادند که همراه کردن خون‌آشام‌ها با تصویرهای ترسناک مانند تیمارستان و «اشتهای غیرطبیعی»، وحشت را بیش از حد نمایان کرده است و آثار دیگر در این گونه مثل مورد غیرعادی دکتر جکیل و آقای هاید خویشتن‌داری بیشتری داشتند.

## ترجمه
دراکولا به حدود ۳۰ زبان دیگر ترجمه شده است. نسخهٔ مجاری دراکولا، یکی از نخستین‌های ترجمه‌های رمان استوکر بود که در سال ۱۸۹۸، به‌صورت سریالی در یکی از روزنامه‌های بوداپست چاپ و بعداً در قالب یک کتاب با نام دراکولا: رمان انگلیسی — دفتر خاطرات جاناتان هارکر منتشر شد.
برخلاف شهرت جهانی دراکولا، این رمان در رومانی تا سال ۱۹۹۰ و پس از سقوط کمونیسم ترجمه و منتشر نشده بود. دلیل این امر، سیاست‌های فرهنگی رژیم کمونیستی بود که مضامین ماوراءطبیعی و غربی را نامناسب می‌دانست. با این حال، دانکن لایت، استاد دانشگاه، به شواهدی اشاره می‌کند که نشان می‌دهد احتمالاً ترجمه‌های غیررسمی و خلاصه‌شده‌ای از دراکولا پیش از این دوره، به‌ویژه در دوران بین دو جنگ جهانی اول و دوم و اوایل دورهٔ کمونیستی، وجود داشته است. این ترجمه‌ها به‌دلیل سانسور و تغییرات سیاسی هرگز به‌طور رسمی منتشر نشدند. با این وجود، مخالفت رژیم کمونیستی با دراکولا، کنجکاوی برخی از رومانیایی‌ها را نسبت به این رمان برانگیخت. پس از سقوط کمونیسم در رومانی در سال ۱۹۸۹، سانسور برداشته و بازار کتاب آزاد شد. اولین ترجمهٔ کامل رومانیایی دراکولا در نوامبر ۱۹۹۰ منتشر شد. با این حال، این نسخه با عجله و با کیفیت پایین منتشر شد و از نظر لایت، به نظر می‌رسد همان ترجمه‌ای بوده که در دههٔ ۱۹۷۰ آماده شده اما به‌دلیل سانسور منتشر نشده بود.

### ترجمه به فارسی
علی‌اکبر کسمائی نخستین مترجمی بود که نسخه‌ای از دراکولا را به فارسی ترجمه کرد. او تحصیلات روزنامه‌نگاری‌اش را در مصر به انجام رساند و بیشتر به ترجمهٔ آثار از زبان عربی می‌پرداخت. کسمائی دراکولا را نیز از زبان عربی به فارسی برگرداند و بنگاه افشاری این ترجمه را در سال ۱۳۱۸ با نام دراکیولا مرد خون‌آشام منتشر کرد. او در مقدمهٔ دراکیولا نوشت که این رمان را از روی نسخهٔ بنگاه روایات الجیب، ناشر مصری ترجمه کرده است. در ایران، برخی از ناشران از جزوه‌هایی که روایات الجیب ماهانه از داستان‌های مختلف منتشر می‌کرد، به‌عنوان منبع برای ترجمه استفاده می‌کردند. در ترجمه‌ای که کسمائی انجام داده است، داستان به‌شکل سوم شخص روایت می‌شود که با شیوهٔ روایت رمان استوکر تفاوت دارد و نسبت به نسخهٔ اصلی، خلاصه‌تر است.
جمشید اسکندانی یکی دیگر از مترجم‌هایی است که این رمان را به فارسی ترجمه کرده است. در سال ۱۳۷۶، نشر ثالث ترجمهٔ اسکندانی را که بیش از ۱۳۰۰ صفحه بود، در دو جلد منتشر کرد. نشر برج در سال ۱۳۹۹ ترجمهٔ تازه‌ای از دراکولا را منتشر کرد که برگردانی از محمود گودرزی بود. یک سال بعد، انتشارات ققنوس نیز ترجمهٔ دیگری از این رمان را منتشر کرد. به‌گفتهٔ خبرگزاری مهر، مهرداد وثوقی متن کامل این رمان را به همراه داستان کوتاه «مهمان دراکولا»، که به تعبیری فصل نخست این رمان است، در کنار تصویرهایی از جان کلدارت ترجمه کرده است.

## درون‌مایه‌های اصلی

### بیماری
بازنمایی خون‌آشامی در این رمان، به‌عنوان نمادی از تشویش‌های ویکتوریایی درخصوص بیماری در نظر گرفته می‌شود. به این درون‌مایه در کنار سایر موضوع‌ها پرداخته شده و با بسامد بسیار کمتری نسبت به درون‌مایه‌های دیگر، مورد بحث قرار گرفته است. برای نمونه، برخی نقش بیماری را به نژاد ربط می‌دهند. جک هالبرستام به بخشی از رمان اشاره می‌کند که در آن، یک کارگر انگلیسی بوی زنندهٔ خانهٔ کنت دراکولا را به‌مانند بوی «اورشلیم قدیمی» می‌داند. اغلب، یهودیان در ادبیات عصر ویکتوریا به‌عنوان انگل توصیف می‌شدند. هالبرستام به یک ترس خاص از یهودیان اشاره می‌کند که آن‌ها عامل انتشار بیماری‌های خونی هستند و به توصیف روزنامه‌نگاری نیز می‌پردازد که این افراد را «خون‌خواران ییدیشی» می‌نامد. در مقابل، ماتیاس کلاسن به شباهت‌های میان خون‌آشامی و بیماری‌های آمیزشی، به‌ویژه سیفلیس اشاره می‌کند. مارتین ویلیس، محققی که به بررسی تلاقی ادبیات و بیماری می‌پردازد، استدلال می‌کند که توصیف دراکولا از خون‌آشامی، آن را به‌عنوان عفونت اولیه و نیز بیماری ناشی از آن تبدیل می‌کند.

## میراث

### اقتباس‌ها

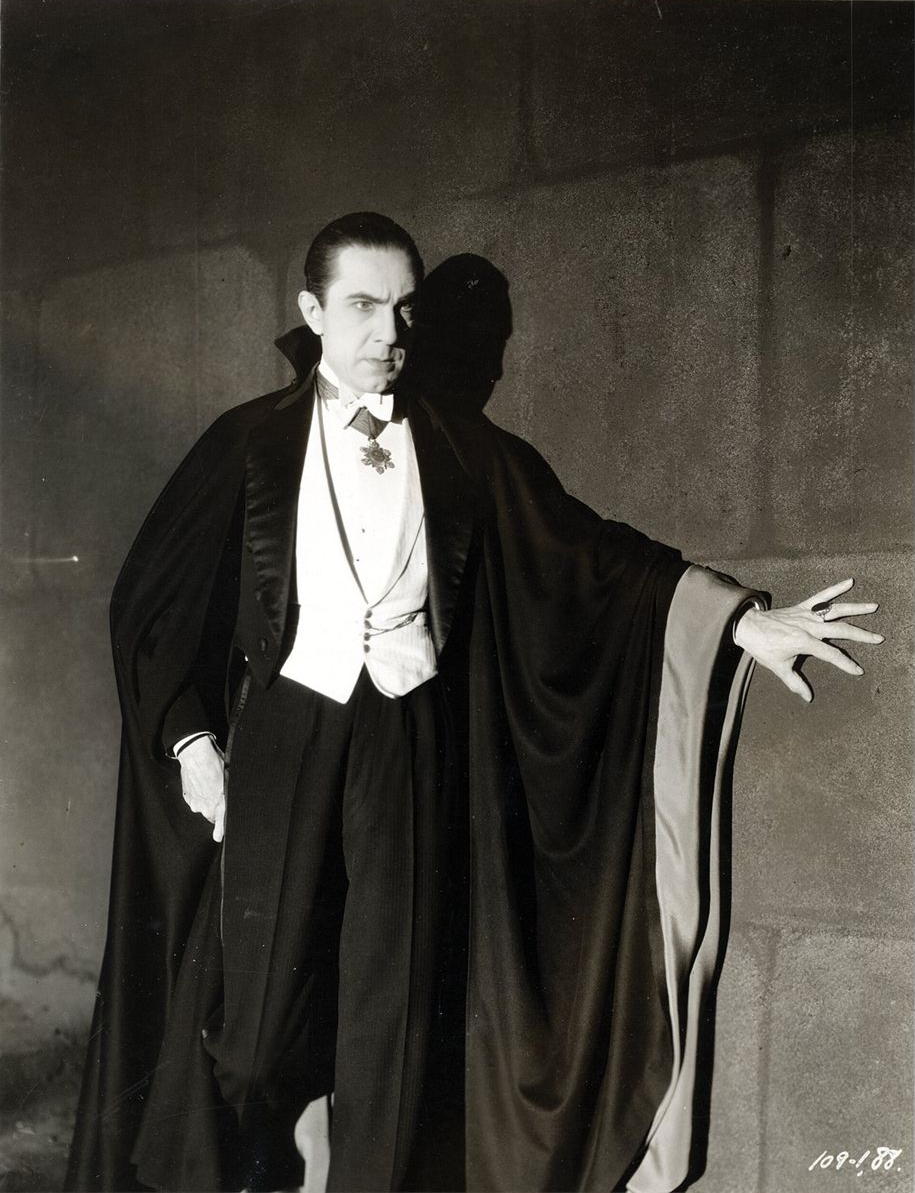
بلا لوگوسی ایفاگر نقش کنت دراکولا در فیلم دراکولا (۱۹۳۱)

داستان دراکولا اساس ساخت فیلم‌ها و نمایشنامه‌های متعددی بوده است. استوکر، خودش اولین اقتباس تئاتری را نوشت که ۱۸ مهٔ ۱۸۹۷ در تئاتر لایسیوم با عنوان دراکولا یا نامیرا اندکی پیش از انتشار رمان به روی صحنه رفت و تنها یک بار اجرا شد تا حق تکثیر خود را برای چنین اقتباس‌هایی ایجاد کند. گرچه تصور می‌شد نسخه دست‌نویس گم شده است اما کتابخانهٔ بریتانیا یک نسخه از آن را دارد. این نسخه شامل گزیده‌هایی از نمونهٔ دستی رمان به خط استوکر است که کارگردانی و توصیف گفت‌وگوها را ارائه می‌کند.
مرگ دراکولا، فیلم صامت مجارستانی به کارگردانی کاروی لایتایی، اولین فیلمی بود که کنت دراکولا را به تصویر کشید. این فیلم در سال ۱۹۲۱ منتشر شد و اکنون بخش بسیار کمی از آن در دسترس است. به‌گفتهٔ دیوید جی. اسکال، طرح پوستر نسخهٔ ۱۹۲۶ مجارستانی این فیلم برگرفته از دومین اقتباس دراکولا، نوسفراتو ساختهٔ فریدریش ویلهلم مورنائو بود. وین ای. هنسلی، نقاد می‌نویسد که روایت این فیلم با رمان متفاوت است اما شخصیت‌های آن همتایان مشخصی دارند. فلورانس، بیوهٔ استوکر علیه استودیوی فیلم پرانا اقدام قانونی کرد. پروندهٔ حقوقی دو یا سه سال به طول انجامید و سرانجام، پرانا در مهٔ ۱۹۲۴ موافقت کرد که تمام نسخه‌های فیلم را از بین ببرد.

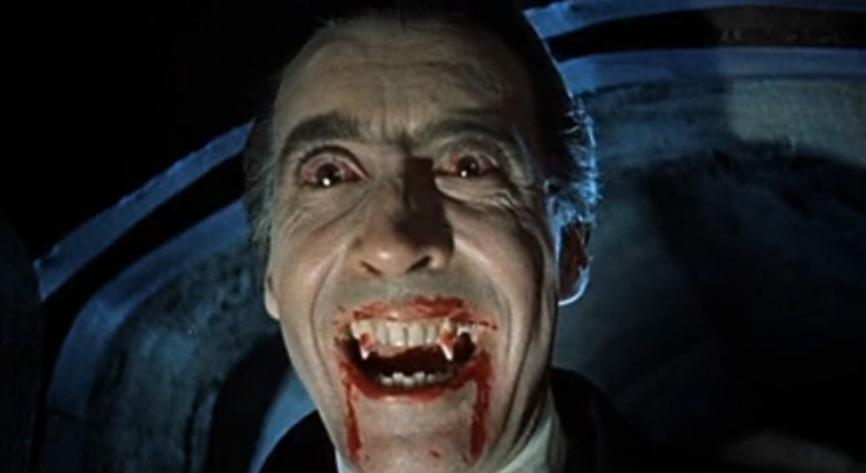
کریستوفر لی به‌عنوان نقش اصلی در دراکولا (۱۹۵۸)

بازنمایی تصویری کنت در گذر زمان به‌طور قابل‌توجهی تغییر کرده است. تولیدات نمایشی در لندن و نیویورک برداشت اولیه از ظاهر دراکولا را ایجاد کردند. ایفاگران برجستهٔ بعدی کنت دراکولا، بلا لوگوسی (در اقتباس سال ۱۹۳۱) و کریستوفر لی (در اقتباس سال ۱۹۵۸ و دنباله‌های آن) این شخصیت را براساس نسخه‌های قبلی آن بازی کردند. در درجهٔ اول، سبک تصویری نخستین دراکولا شامل ترکیب رنگ‌های سیاه و قرمز و موهای براق مشکی بود. بازی لی آشکارا جنسی بود و همچنین نمایش دندان‌های نیش را در سینما رایج کرد. بازی گری اولدمن در نقش کنت دراکولا در دراکولای برام استوکر (۱۹۹۲) ساختهٔ فرانسیس فورد کوپولا و طراحی لباس ایکو ایشیوکا، نگاهی تازه به این شخصیت را پایه‌گذاری کرد؛ کنتی که موهای بلندی دارد و به لهجهٔ رومانیایی صحبت می‌کند. مجموعهٔ متنوعی از اقتباس‌ها، خصلت‌ها و ویژگی‌های متفاوت کنت را به تصویر می‌کشند.
دراکولا بارها و تقریباً در تمامی شکل‌های رسانه‌ای اقتباس شده است. جان ادگار براونینگ و کارولین جوآن اس. پیکارت نوشته‌اند که این رمان و شخصیت‌هایش برای بیش از هفتصد بار برای فیلم، تلویزیون، بازی ویدئویی و پویانمایی اقتباس شده‌اند و همچنین نزدیک به هزار حضور بیشتر در کتاب‌های کمیک و روی صحنه داشته‌اند. روبرتو فرناندز رتامار کنت دراکولا را به‌همراه شخصیت‌هایی همچون هیولای فرانکنشتاین، میکی ماوس و سوپرمن به‌عنوان بخشی از «خوراک سینمایی سلطهٔ فرهنگی جهان آنگلوساکسون» می‌دانست. در سرتاسر جهان، اقتباس‌های تازهٔ تکمیل‌شده را می‌توان هر هفته تولید کرد.

### اثرگذاری

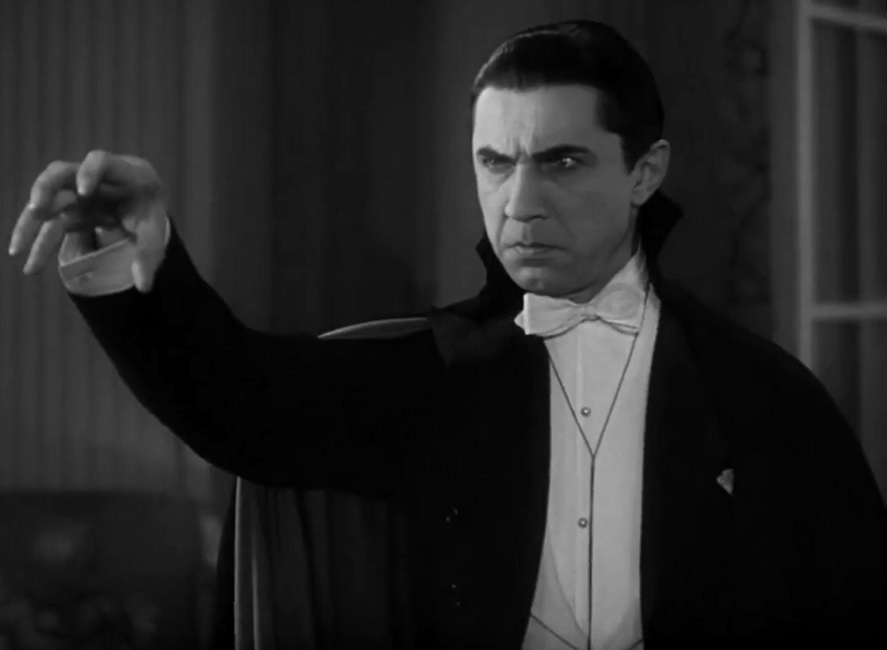
بلا لوگوسی، ایفاگر نقش دراکولا در سال ۱۹۳۱

دراکولا نخستین اثر ادبیاتی نبود که خون‌آشام‌ها را توصیف می‌کرد اما با این وجود، رمان توجه دانشوران و مردم را به خود جلب کرد. وقتی مردم از خون‌آشام‌ها حرف می‌زنند، کنت دراکولا اولین شخصیتی است که به ذهنشان می‌رسد. دراکولا با گردآوری فولکلور، افسانه، داستان‌های خون‌آشامی و سنت‌های رمان گوتیک موفق شد. وندی دونیگر این رمان را به‌عنوان اثر محوری ادبیات خون‌آشامی توصیف کرد که «تمام خون‌آشام‌های دیگر را با بی‌اس یا ای‌اس نشان می‌دهد.» این رمان تأثیر فوق‌العاده‌ای بر شکل‌گیری درک عمومی از نحوهٔ عملکرد خون‌آشام‌ها، از جمله نقاط قوت و ضعف و سایر ویژگی‌های آن‌ها داشت. خفاش‌ها پیش از دراکولا به‌دلیل وجود خفاش خون‌آشام به‌نوعی به خون‌آشام‌ها مرتبط بودند. برای مثال، طرح جلد وارنی خون‌آشام (۱۸۴۷) تصویری از خفاش بود اما استوکر با خلق دراکولا توانست این مفهوم را گسترش بدهد. استودیوهای فیلم‌سازی که به‌دنبال فرصتی برای استفاده از جلوه‌های ویژه بودند، این موضوع را پذیرفتند. پاتریک مک‌گراث خاطرنشان می‌کند بسیاری از خصوصیات کنت که هنرمندان پس از توصیف استوکر از خون‌آشام‌ها به تصویر کشیده‌اند، آن ویژگی‌ها را به کلیشه تبدیل کرده‌اند. مک‌گراث جدای از توانایی تغییرشکل کنت، به‌طور خاص نفرت او از سیر، نور خورشید و صلیب‌ها را موردتوجه قرار می‌دهد.
اقتباس‌ها از این رمان و شخصیت‌هایش در محبوبیت پایدار آن نقش داشته‌اند. حتی در بحث‌های دانشگاهی، مرزهای بین رمان استوکر و اقتباس شخصیت در طیف وسیعی از رسانه‌ها به‌طور مؤثری محو شده است. دیکر استوکر معتقد است که عدم رعایت قانون حق تکثیر ایالات متحده از سوی استوکر به این جلب محبوبیت عامه کمک کرده است و می‌نویسد نویسنده‌ها و تهیه‌کننده‌ها نیازی نیست برای استفاده از این شخصیت‌ها هزینه‌ای بابت اجازه‌نامه بپردازند.

## واژه‌نامه
1. ↑  Dublin Evening Mail
2. ↑  The Primrose Path
3. ↑  The Shamrock
4. ↑  The Duties of Clerks of Petty Sessions in Ireland
5. ↑  Florence Balcombe
6. ↑  Lisa Hopkins
7. ↑  Sensation novel
8. ↑  The Shoulder of Shasta
9. ↑  Miss Betty
10. ↑  Daniel Farson
11. ↑  Hall Caine
12. ↑  Abhartach
13. ↑  The Vampyre
14. ↑  John William Polidori
15. ↑  The Italian
16. ↑  The Monk
17. ↑  Matthew Gregory Lewis
18. ↑  William Hughes
19. ↑  Louis S. Warren
20. ↑  Harry Ludlam
21. ↑  Raymond T. McNally
22. ↑  Radu Florescu
23. ↑  In Search of Dracula
24. ↑  Benjamin H. LeBlanc
25. ↑  Elizabeth Miller
26. ↑  Dracula Was A Woman
27. ↑  The Book of Were-Wolves
28. ↑  Facsimile
29. ↑  Robert Eighteen-Bisang
30. ↑  Castle Dracula
31. ↑  Brides of Dracula
32. ↑  Lucy Westenra
33. ↑  Dr. John Seward
34. ↑  Quincey Morris
35. ↑  Arthur Holmwood
36. ↑  Florence Balcombe
37. ↑  Rosenbach Museum and Library
38. ↑  London Library
39. ↑  Joseph S. Bierman
40. ↑  Elizabeth Miller
41. ↑  history of Wallachia and Moldavia
42. ↑  William Wilkinson
43. ↑  Max Windshoeffel
44. ↑  Count Wampyr
45. ↑  Cotford
46. ↑  Singleton
47. ↑  Barbara Belford
48. ↑  The Un-Dead
49. ↑  Peter Beal
50. ↑  Stage Licensing Act of 1897
51. ↑  Edith Craig
52. ↑  Archibald Constable and Company
53. ↑  Robert Eighteen-Bisang
54. ↑  Charlotte Stoker
55. ↑  Dracula's Guest
56. ↑  Florence Stoker
57. ↑  Dracula's Guest and Other Weird Tales
58. ↑  Clive Leatherdale
59. ↑  Dictionary of Literary Biography
60. ↑  David Seed
61. ↑  The Mysteries of Udolpho
62. ↑  Allison Case
63. ↑  Franco Moretti
64. ↑  logbook
65. ↑  Irish Gothic
66. ↑  Urban Gothic
67. ↑  John C. Tibbetts
68. ↑  Jack Halberstam
69. ↑  Jerrold E. Hogle
70. ↑  Carol Margaret Davison
71. ↑  John Edgar Browning
72. ↑  Gabriel Ronay
73. ↑  Anthony Masters
74. ↑  Anca Andriescu Garcia
75. ↑  The Bookseller
76. ↑  Saturday Review of Politics, Literature, Science and Art
77. ↑  The Castle of Otranto
78. ↑  The Advertiser
79. ↑  Vanity Fair
80. ↑  San Francisco Wave
81. ↑  Drakula: Angol Regény — Harker Jonathan Naplója
82. ↑  Duncan Light
83. ↑  John Coulthart
84. ↑  Jack Halberstam
85. ↑  Mathias Clasen
86. ↑  Martin Willis
87. ↑  Dracula, or The Undead
88. ↑  Galley proof
89. ↑  Drakula Halála (The Death of Dracula)
90. ↑  Károly Lajthay
91. ↑  David J. Skal
92. ↑  Wayne E. Hensley
93. ↑  Prana
94. ↑  Caroline Joan S. Picart
95. ↑  Wendy Doniger
96. ↑  Varney the Vampire
97. ↑  Patrick McGrath
98. ↑  Dacre Stoker

### فارسی
- سیدی نژاد، مرتضی (۳۱ خرداد ۱۳۹۹). «باستانشناسی ترجمه فارسی دراکولا». راهک. بایگانی‌شده از اصلی در ۷ ژانویه ۲۰۲۳. دریافت‌شده در ۱۷ دی ۱۴۰۱.
- وفایی، صادق (۴ بهمن ۱۴۰۰). «ترجمه جدید «دراکولا» چاپ شد». خبرگزاری مهر. بایگانی‌شده از اصلی در ۲۵ فوریه ۲۰۲۳. دریافت‌شده در ۷ بهمن ۱۴۰۱.
- وفایی، صادق (۱۲ مهر ۱۳۹۹). «ترجمه نسخه کامل رمان «دراکولا» به کتابفروشی‌ها آمد». خبرگزاری مهر. بایگانی‌شده از اصلی در ۲۵ فوریه ۲۰۲۳. دریافت‌شده در ۷ بهمن ۱۴۰۱.

### کتاب‌ها
- Arnds, Peter (2015). "Gypsies and Jews as Wolves in Realist Fiction". Lycanthropy in German Literature. London: Palgrave Macmillan. pp. 69–96. doi:10.1057/9781137541635_5. ISBN 978-1-137-54163-5.
- Bauman, Zygmunt (1991). Modernity and the Holocaust. Cambridge: Polity Press.
- Belford, Barbra (2002). Bram Stoker and The Man Who Was Dracula. London: Hachette Books. ISBN 0-306-81098-0.
- Beresford, Mathew (2008). From Demons to Dracula: The Creation of the Modern Vampire Myth. London: Reaktion. ISBN 978-1-86189-742-8. OCLC 647920291.
- Berni, Simone (2016). Dracula by Bram Stoker The Mystery of The Early Editions. Biblohaus. ISBN 978-1-326-62179-7.
- Bordin, Ruth Birgitta Anderson (1993). Alice Freeman Palmer: The Evolution of a New Woman. University of Michigan Press. ISBN 978-0-472-10392-8.
- Browning, John Edgar (2012). Bram Stoker's Dracula: The Critical Feast. Apocryphile Press. ISBN 978-1-937002-21-3.
- Browning, John Edgar; Picart, Caroline Joan, eds. (2011). Dracula in Visual Media: Film, Television, Comic Book and Electronic Game Appearances, 1921-2010. Jefferson, N.C.: McFarland & Co. ISBN 978-0-7864-3365-0. OCLC 664519546.
  - Stoker, Dacre (2011). "Foreword".  In Browning, John Edgar; Picart, Caroline Joan (eds.). Dracula in Visual Media: Film, Television, Comic Book and Electronic Game Appearances, 1921–2010. Jefferson, N.C.: McFarland & Co. ISBN 978-0-7864-3365-0. OCLC 664519546.
  - Skal, David J. (2011). "Introduction—Dracula: Undead and Unseen".  In Browning, John Edgar; Picart, Caroline Joan (eds.). Dracula in Visual Media: Film, Television, Comic Book and Electronic Game Appearances, 1921–2010. Jefferson, North Carolina: McFarland & Co. ISBN 978-0-7864-3365-0. OCLC 664519546.
- Dalby, Richard (1986). "Bram Stoker".  In Sullivan, Jack (ed.). The Penguin Encyclopedia of Horror and the Supernatural. New York City: Viking Press. pp. 404–406. ISBN 978-0-670-80902-8.
- Davison, Carol Margaret (1997). "Introduction".  In Davison, Carol Margaret (ed.). Bram Stoker's Dracula: Sucking through the Century, 1897-1997. Toronto: Dundurn Press. ISBN 978-1-55488-105-5. OCLC 244770292.
  - Davison, Carol Margaret (1997). "Blood Brothers: Dracula and Jack the Ripper".  In Davison, Carol Margaret (ed.). Bram Stoker's Dracula: Sucking through the Century, 1897–1997. Toronto: Dundurn Press. ISBN 978-1-55488-105-5. OCLC 244770292.
- Eighteen-Bisang, Robert; Miller, Elizabeth, eds. (2008). Bram Stoker's Notes for Dracula: A Facsimile Edition. Jefferson: McFarland & Co. Pub. ISBN 978-0-7864-5186-9. OCLC 335291872.
  - Barsanti, Michael (2008). "Foreword".  In Eighteen-Bisang, Robert; Miller, Elizabeth (eds.). Bram Stoker's Notes for Dracula: A Facsimile Edition. Jefferson: McFarland & Co. Pub. ISBN 978-0-7864-5186-9. OCLC 335291872.
  - Eighteen-Bisang, Robert (2008). "Various entries".  In Eighteen-Bisang, Robert; Miller, Elizabeth (eds.). Bram Stoker's Notes for Dracula: A Facsimile Edition. Jefferson: McFarland & Co. Pub. ISBN 978-0-7864-5186-9. OCLC 335291872.
- Farson, Daniel (1975). The Man Who Wrote Dracula: A Biography of Bram Stoker. London: Michael Joseph. ISBN 0-7181-1098-6. OCLC 1989574.
- Giesen, Rolf (2019). The Nosferatu Story: The Seminal Horror Film, Its Predecessors and Its Enduring Legacy (به انگلیسی). McFarland. ISBN 978-1-4766-3533-0.
- Glover, David (1996). Vampires, Mummies, and Liberals: Bram Stoker and the Politics of Popular Fiction (به انگلیسی). Duke University Press. ISBN 978-0-8223-1798-2.
- Hogle, Jerrold E. (2002). "Introduction". The Cambridge Companion to Gothic Fiction. Cambridge: Cambridge University Press.
- Hopkins, Lisa (2007). Bram Stoker: A Literary Life. Basingstoke: Palgrave Macmillan. ISBN 978-1-4039-4647-8. OCLC 70335483.
- Houston, Gail Turley (2005). From Dickens to Dracula: Gothic, Economics, and Victorian Fiction. Cambridge, UK: Cambridge University Press. ISBN 0-511-12624-7. OCLC 61394818.
- Hughes, William; Smith, Andrew, eds. (1998). Bram Stoker: History, Psychoanalysis and the Gothic. Basingston: Macmillan Press. ISBN 978-1-349-26840-5.
  - Bierman, Joseph S. (1998). "A Crucial Stage in the Writing of Dracula".  In Hughes, William; Smith, Andrew (eds.). Bram Stoker: History, Psychoanalysis and the Gothic. Basingston: Macmillan Press. ISBN 978-1-349-26840-5.
  - Milbank, Alison (1998). "'Powers Old and New': Stoker's Alliances with Anglo-Irish Gothic".  In Hughes, William; Smith, Andrew (eds.). Bram Stoker: History, Psychoanalysis and the Gothic. Basingston: Macmillan Press. ISBN 978-1-349-26840-5.
  - Mulvey-Roberts, Marie (1998). "Dracula and the Doctors: Bad Blood, Menstrual Taboo and the New Woman".  In Hughes, William; Smith, Andrew (eds.). Bram Stoker: History, Psychoanalysis and the Gothic. Basingston: Macmillan Press. ISBN 978-1-349-26840-5.
- Hughes, William (2000). Beyond Dracula: Bram Stoker's Fiction and Its Cultural Context. New York: Palgrave Macmillan. ISBN 978-1-349-40967-9. OCLC 1004391205.
- Hughes, William (2009). Bram Stoker's Dracula: A Reader's Guide (به انگلیسی). A&C Black. ISBN 978-0-8264-9536-5.
- Killeen, Jarlath (2023). "Bram Stoker, Dracula and the Irish Dimension".  In Killeen, Jarlath; Morin, Christina (eds.). Irish Gothic: An Edinburgh Companion. Edinburgh University Press. pp. 174–193. ISBN 978-1-399-50055-5. JSTOR 10.3366/jj.5864760.14. Retrieved 2025-02-02.
- Kord, Susanne (2009). Murderesses in German Writing, 1720-1860: Heroines of Horror. New York: Cambridge University Press. ISBN 978-0-521-51977-9. OCLC 297147082.
- Leblanc, Benjamin H. (1997). "The Death of Dracula: A Darwinian Approach to the Vampire's Evolution".  In Davison, Carol Margaret (ed.). Bram Stoker's Dracula: Sucking through the Century, 1897-1997. Toronto: Dundurn Press. ISBN 978-1-55488-105-5. OCLC 244770292.
- Ludlam, Harry (1962). A Biography of Dracula: The Life Story of Bram Stoker. W. Foulsham. ISBN 978-0-572-00217-6.
- Lovecraft, H. P. (1965).  Derleth, August; Wandrei, Donald (eds.). Selected Letters. Vol. 1. Arkham House. ISBN 978-0-87054-034-9.
- Masters, Anthony (1972). The Natural History of the Vampire. New York: G. P. Putnam's Sons. ISBN 978-0-399-10931-7.
- McGrath, Patrick (1997). "Preface: Bram Stoker and his Vampire".  In Davison, Carol Margaret (ed.). Bram Stoker's Dracula: Sucking through the Century, 1897–1997. Toronto: Dundurn Press. ISBN 978-1-55488-105-5. OCLC 244770292.
- McNally, Raymond T.; Florescu, Radu (1973). Dracula: A Biography of Vlad the Impaler. New York: Hawthorne Books.
- McNally, Raymond T. (1983). Dracula Was a Woman: In Search of the Blood Countess of Transylvania. New York: McGraw-Hill. ISBN 978-0-07-045671-6.
- McNally, Raymond T.; Florescu, Radu (1994). In Search of Dracula: The History of Dracula and Vampires. Boston: Houghton Mifflin. ISBN 978-0-395-65783-6.
- Mighall, Robert (1999). A Geography of Victorian Gothic Fiction: Mapping History's Nightmares. Oxford University Press. ISBN 0-19-818472-7.
- Miller, Elizabeth (2001). Dracula. New York: Parkstone Press.
- Miller, Elizabeth (2005). A Dracula Handbook. Xlibris. ISBN 978-1-4134-8095-5.
- Miller, Elizabeth, ed. (2005). "Bram Stoker's Working Papers for Dracula". Dictionary of Literary Biography, Volume 304: Bram Stoker's Dracula, A Documentary Volume. Thompson Gale. ISBN 0-7876-6841-9.
  - Frayling, Christopher (2005). "Bram Stoker's Working Papers for Dracula". Dictionary of Literary Biography, Volume 304: Bram Stoker's Dracula, A Documentary Volume. Thompson Gale. pp. 170–181. ISBN 0-7876-6841-9.
- Punter, David (2012). A New Companion to the Gothic. Hoboken: Wiley-Blackwell. ISBN 978-1-4443-5492-8. OCLC 773567111.
  - Hughes, William (2012). "Fictional Vampires in the Nineteenth and Twentieth Century".  In Punter, David (ed.). A New Companion to the Gothic. Hoboken: Wiley-Blackwell. ISBN 978-1-4443-5492-8. OCLC 773567111.
- Ronay, Gabriel (1972). The Truth About Dracula. New York: Stein and Day. ISBN 978-0-8128-1524-5.
- Showalter, Elaine (1991). Sexual Anarchy: Gender and Culture at the Fin de Siècle. Penguin. ISBN 978-0-14-011587-1.
- Spooner, Catherine (2006). Contemporary Gothic (به انگلیسی). Reaktion Books. ISBN 978-1-86189-301-7.
- Skal, David J. (2016). Something in the Blood: the Untold Story of Bram Stoker, the Man Who Wrote Dracula (1st ed.). Liveright Publishing Corporation. ISBN 978-1-63149-010-1.
- Stephanou, Aspasia (2014). Reading Vampire Gothic through Blood: Bloodlines. Houndmills: Palgrave Macmillan. ISBN 978-1-137-34922-4. OCLC 873725229.
- Stuart, Roxana (1994). Stage Blood: Vampires of the 19th Century Stage (به انگلیسی). Popular Press. ISBN 978-0-87972-660-7.
- Auerbach, Nina; Skal, David J., eds. (1997). Dracula: Authoritative Text, Contexts, Reviews and Reactions, Dramatic and Film Variations, Criticism. W.W. Norton. ISBN 978-0-393-97012-8.
- Stoker, Bram (2019).  Eighteen-Bisang, Robert; Miller, Elizabeth (eds.). Drafts of Dracula. Tellwell Talent. ISBN 978-0-228-81431-3.
- Stoker, Dacre; Holt, Ian (2009). Dracula The Un-Dead. Penguin Publishing Group. pp. 312–13. ISBN 978-0-525-95129-2.
- Tibbetts, John C. (2011). The Gothic Imagination: Conversations on Fantasy, Horror, and Science Fiction in the Media (1st ed.). Palgrave Macmillan. ISBN 978-0-230-11816-4. OCLC 704384802.

### مقاله‌های ژورنال‌ها و روزنامه‌ها
- Agarwal, Alka Rani (2024). "Exploration of Gothic Elements in 19th Century Literature" (PDF). International Journal of Creative Research Thoughts. 12 (8).
- Andriescu Garcia, Anca (2018). "Dracula – Hybridity and Metafiction". Acta Universitatis Sapientiae, Philologica. 10 (1): 53–73. doi:10.2478/ausp-2018-0004.
- Arata, Stephen D. (1990). "The Occidental Tourist: "Dracula" and the Anxiety of Reverse Colonization". Victorian Studies. 33 (4): 621–645. ISSN 0042-5222. JSTOR 3827794.
- Bierman, Joseph S. (1977-01-01). "The Genesis and Dating of 'Dracula' from Bram Stoker's Working Notes". Notes and Queries (به انگلیسی). CCXXII (jan): 39–41. doi:10.1093/notesj/CCXXII.jan.39. ISSN 0029-3970.
- Beville, Maria (2011). "Figuring Phantasmagoria: The Tradition of the Fantastic in Irish Modernism". Nordic Irish Studies. 10: 63–78. ISSN 1602-124X.
- Caine, Hall (April 24, 1912). "Bram Stoker. The story of a great friendship". The Daily Telegraph. p. 16.
- Case, Alison (1993). "Tasting the Original Apple: Gender and the Struggle for Narrative Authority in "Dracula"". Narrative. 1 (3): 223–243. ISSN 1063-3685. JSTOR 20107013.
- Cengel, Katya (October 2020). "How the Vampire Got His Fangs". Smithsonian Magazine.
- Chevalier, Noel (2002). "Dracula: Sense & Nonsense by Elizabeth Miller (review)". ESC: English Studies in Canada (به انگلیسی). 28 (4): 749–751. doi:10.1353/esc.2002.0017. ISSN 1913-4835. S2CID 166341977.
- Clasen, Mathias (2012). "Attention, Predation, Counterintuition: Why Dracula Won't Die". Style. 46 (3–4): 378–398. ISSN 0039-4238. JSTOR 10.5325/style.46.3-4.378.
- Craft, Christopher (1984). ""Kiss Me with those Red Lips": Gender and Inversion in Bram Stoker's Dracula". Representations (8): 107–133. doi:10.2307/2928560. ISSN 0734-6018. JSTOR 2928560.
- Croley, Laura Sagolla (1995). "The Rhetoric of Reform in Stoker's "Dracula": Depravity, Decline, and the Fin-de-Siècle "Residuum"". Criticism. 37 (1): 85–108. ISSN 0011-1589. JSTOR 23116578.
- Curran, Bob (2000). "Was Dracula an Irishman?". History Ireland. 8 (2).
- Dearden, Lizzie (May 20, 2014). "Radu Florescu dead: Legacy of the Romanian 'Dracula professor'". The Independent. Archived from the original on 12 January 2021.
- Demetrakopoulos, Stephanie (1977). "Feminism, Sex Role Exchanges, and Other Subliminal Fantasies in Bram Stoker's "Dracula"". Frontiers: A Journal of Women Studies. 2 (3): 104–113. doi:10.2307/3346355. ISSN 0160-9009. JSTOR 3346355.
- Fitts, Alexandra (1998). "Alejandra Pizarnik's "La condesa Sangrienta" and the Lure of the Absolute". Letras Femeninas. 24 (1/2): 23–35. ISSN 0277-4356. JSTOR 23021659.
- Doniger, Wendy (November 20, 1995). "Sympathy for the Vampire". The Nation. pp. 608–612.
- Halberstam, Judith (1993). "Technologies of Monstrosity: Bram Stoker's "Dracula"". Victorian Studies. 36 (3): 333–352. ISSN 0042-5222. JSTOR 3828327.
- Hensley, Wayne E. (2002). "The Contribution of F. W. Murnau's "Nosferatu" To the Evolution of Dracula". Literature/Film Quarterly. 30 (1): 59–64. ISSN 0090-4260. JSTOR 43797068.
- Ingelbien, Raphaël (2003). "Gothic Genealogies: Dracula, Bowen's Court, And Anglo-Irish Psychology". ELH. 70 (4): 1089–1105. doi:10.1353/elh.2004.0005. ISSN 1080-6547. S2CID 162335122.
- Kane, Michael (1997). "Insiders/Outsiders: Conrad's "The Nigger of the "Narcissus" " and Bram Stoker's "Dracula"". The Modern Language Review. 92 (1): 1–21. doi:10.2307/3734681. ISSN 0026-7937. JSTOR 3734681.
- Keogh, Calvin W. (2014). "The Critics' Count: Revisions of Dracula and the Postcolonial Irish Gothic". Cambridge Journal of Postcolonial Literary Inquiry (به انگلیسی). 1 (2): 189–206. doi:10.1017/pli.2014.8. ISSN 2052-2614. S2CID 193067115.
- Kuzmanovic, Dejan (2009). "Vampiric Seduction and Vicissitudes of Masculine Identity in Bram Stoker's "Dracula"". Victorian Literature and Culture. 37 (2): 411–425. doi:10.1017/S1060150309090263. ISSN 1060-1503. JSTOR 40347238. S2CID 54921027.
- Light, Duncan (2009). "When was Dracula first translated into Romanian?". Journal of Dracula Studies. 11 (1).
- Miller, Elizabeth (August 1996). "Filing for Divorce: Vlad Tepes vs. Count Dracula". The Borgo Post: 2.
  - Miller, Elizabeth (2006). "Filing for Divorce: Count Dracula vs. Vlad Tepes". Dictionary of Literary Biography. 394: 212–217.
- Miller, Elizabeth (1999). "Back to the Basics: Re-Examining Stoker's Sources for "Dracula"". Journal of the Fantastic in the Arts. 10 (2 (38)): 187–196. ISSN 0897-0521. JSTOR 43308384.
- Moretti, Franco (1982). "The Dialectic of Fear". New Left Review. 13: 67–85.
- Nandris, Grigore (1966). "The Historical Dracula: The Theme of His Legend in the Western and in the Eastern Literatures of Europe". Comparative Literature Studies. 3 (4): 367–396. ISSN 0010-4132. JSTOR 40245833.
- Retamar, Roberto Fernández; Winks, Christopher (2005). "On Dracula, the West, America, and Other Inventions". The Black Scholar. 35 (3): 22–29. doi:10.1080/00064246.2005.11413319. ISSN 0006-4246. JSTOR 41069152. S2CID 147429554.
- Schaffer, Talia (1994). ""A Wilde Desire Took Me": the Homoerotic History of Dracula". ELH. 61 (2): 381–425. doi:10.1353/elh.1994.0019. ISSN 1080-6547. S2CID 161888586.
- Seed, David (1985). "The Narrative Method of Dracula". Nineteenth-Century Fiction. 40 (1): 61–75. doi:10.2307/3044836. ISSN 0029-0564. JSTOR 3044836.
- Senf, Carol A. (1982). ""Dracula": Stoker's Response to the New Woman". Victorian Studies. 26 (1): 33–49. ISSN 0042-5222. JSTOR 3827492.
- Signorotti, Elizabeth (1996). "Repossessing the Body: Transgressive Desire in "Carmilla" and "Dracula"". Criticism. 38 (4): 607–632. ISSN 0011-1589. JSTOR 23118160.
- Spencer, Kathleen L. (1992). "Purity and Danger: Dracula, the Urban Gothic, and the Late Victorian Degeneracy Crisis". ELH. 59 (1): 197–225. doi:10.2307/2873424. ISSN 0013-8304. JSTOR 2873424.
- Stewart, Bruce (1999). ""Bram Stoker's Dracula: Possessed by the Spirit of the Nation?"". Irish University Review. 29 (2): 238–255. ISSN 0021-1427. JSTOR 25484813.
- Stevenson, John Allen (1988). "A Vampire in the Mirror: The Sexuality of Dracula". PMLA. 103 (2): 139–149. doi:10.2307/462430. ISSN 0030-8129. JSTOR 462430.
- Tchaprazov, Stoyan (2015). "The Slovaks and Gypsies of Bram Stoker's Dracula: Vampires in Human Flesh". English Literature in Transition, 1880–1920. 58: 523–535. ProQuest 1684297393 – via ProQuest.
- Tomaszweska, Monika (2004). "Vampirism and the Degeneration of the Imperial Race: Stoker's Dracula as the Invasive Degenerate Other" (PDF). Journal of Dracula Studies. 6.
- Warren, Louis S. (2002). "Buffalo Bill Meets Dracula: William F. Cody, Bram Stoker, and the Frontiers of Racial Decay" (PDF). The American Historical Review. 107 (4): 1124–1157. doi:10.1086/ahr/107.4.1124. ISSN 0002-8762.
- Wasserman, Judith (1977). "Women and Vampires: Dracula as a Victorian Novel". Midwest Quarterly. 18.
- Hennelly, Mark M. (2001). "Framing the Gothic: From Pillar to Post-Structuralism". College Literature. 28 (3): 68–87. ISSN 0093-3139. JSTOR 25112603.
- "Why Christopher Lee's Dracula didn't suck". The Telegraph. 13 June 2015. Archived from the original on 11 January 2022.
- Willis, Martin (2007). ""The Invisible Giant," 'Dracula', and Disease". Studies in the Novel. 39 (3): 301–325. ISSN 0039-3827. JSTOR 29533817.
- Zanger, Jules (1991). "A Sympathetic Vibration: Dracula and the Jews". English Literature in Transition, 1880–1920. 34.

#### نقدهای انتقادی معاصر
- "Recent Novels". Review of Politics, Literature, Theology, and Art. London. 79: 150–151. July 31, 1897.
- "A Romance of Vampirism". Lloyd's Weekly Newspaper. London. May 30, 1897. p. 80.
- "Untitled review of Dracula". The Bookseller: A Newspaper of British and Foreign Literature. London. September 3, 1897. p. 816.
- "Book Reviews Reviewed". The Academy: A Weekly Review of Literature, Science, and Art. London. July 31, 1897. p. 98.
- "Untitled review of Dracula". The Daily Mail. London. June 1, 1897. p. 3.
- "Untitled". Publisher's Circular and Booksellers' Record of British and Foreign Literature. London. August 7, 1897. p. 131.
- "Review: Dracula". Saturday Review of Politics, Literature, Science and Art. London. July 3, 1897. p. 21.
- "Books of the Day". The Daily Telegraph. London. June 3, 1897. p. 6.
- "Dracula". The Glasgow Herald. Glasgow. June 10, 1897. p. 10.
- "Untitled review of Dracula". Of Literature, Science, and Art (Fiction Supplement). London. June 12, 1897. p. 11.
- "Current Literature: Hutchinson & Co's Publications". The Advertiser. Adelaide. January 22, 1898. p. 8.
- "Books to Read, and Others". Vanity Fair: A Weekly Show of Political, Social, and Literary Wares. London. June 29, 1897. p. 80.
- "Supped Full with Horrors". The Land of Sunshine. June 1899. p. 261.
- "A Fantastic Theme Realistically Treated". New-York Tribune (Illustrated Supplement). New York City. November 19, 1899.
- "The Insanity of the Horrible". The San Francisco Wave. San Francisco. December 9, 1899. p. 5.
- "Review: Dracula". The Manchester Guardian. 1897.

### وبگاه‌ها
- Belford, Barbara (23 September 2004). "Stoker, Abraham [Bram]". Oxford Dictionary of National Biography.{{cite web}}:  نگهداری CS1: url-status (link)
- Escher, Kat (19 May 2017). "The Icelandic Translation of 'Dracula' Is Actually a Different Book". Smithsonian. Archived from the original on 15 December 2019.
- Buzwell, Greg (May 14, 2014). "Bram Stoker's stage adaptation of Dracula". The British Library. Retrieved 2021-06-13.
- Luebering, J.E (February 20, 2024). "Bram Stoker". Encyclopedia Britannica. Retrieved March 27, 2024.
- Rubery, Matthew (March 2, 2011). "Sensation Fiction". Oxford Bibliographies. Oxford University Press. Retrieved January 17, 2021.
- Sommerlad, Joe (July 13, 2017). "Celebrating Eiko Ishioka's extraordinary costumes for Bram Stoker's Dracula". The Independent (به انگلیسی). Retrieved 2021-07-13.